# Condado de Zelanda

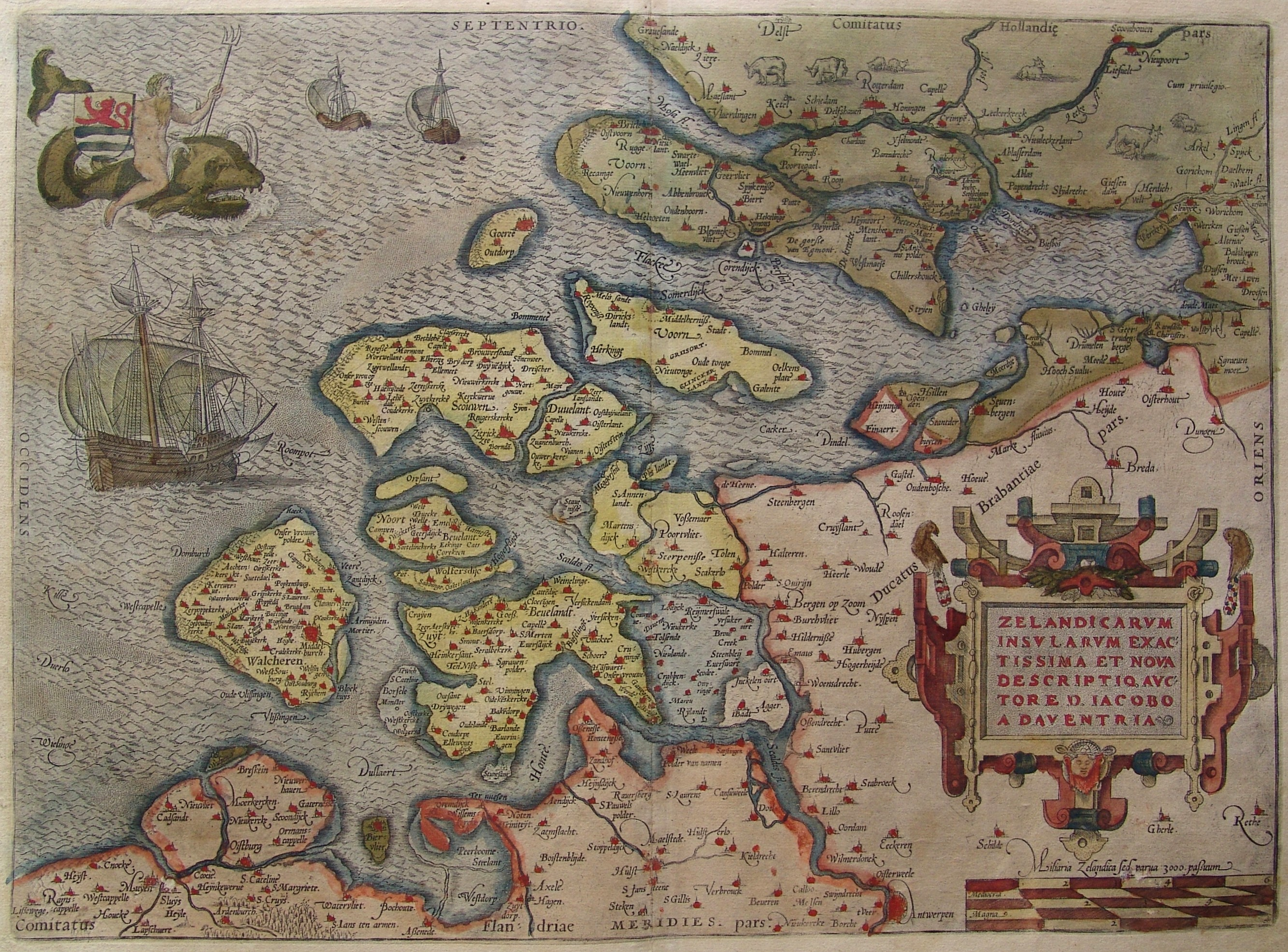
Mapa de Jacob van Deventer, confeccionado hacia 1580.

El condado de Zelanda fue un estado vasallo del Sacro Imperio Romano Germánico. Ocupó el delta del río Escalda, correspondiéndose aproximadamente con la actual provincia neerlandesa de Zelanda, a excepción del Flandes zelandés, que era parte del condado de Flandes. El territorio consistía en varias islas, a veces anegadas por el mar, entre las cuales la mayor era Walcheren.
En 1433, previa renuncia de Jacqueline de Baviera, pasó a los dominios de Felipe III de Borgoña. Integrándose en el Estado borgoñón.
Durante la soberanía española de los Países Bajos, el título de conde de Zelanda pasó a suscribirse a la monarquía española.